# دار الحمراني (القريشية)

تعديل مصدري - تعديل

دار الحمراني هي إحدى قرى عزلة قيفه آل محن يزيد بمديرية القريشية التابعة لمحافظة البيضاء، بلغ تعداد سكانها 163 نسمة حسب تعداد اليمن لعام 2004.